# Macrolepiota clelandii
Macrolepiota clelandii är en svampart som beskrevs av Grgur. 1997. Macrolepiota clelandii ingår i släktet Macrolepiota och familjen Agaricaceae.   Inga underarter finns listade i Catalogue of Life.